# Jesenické prameny

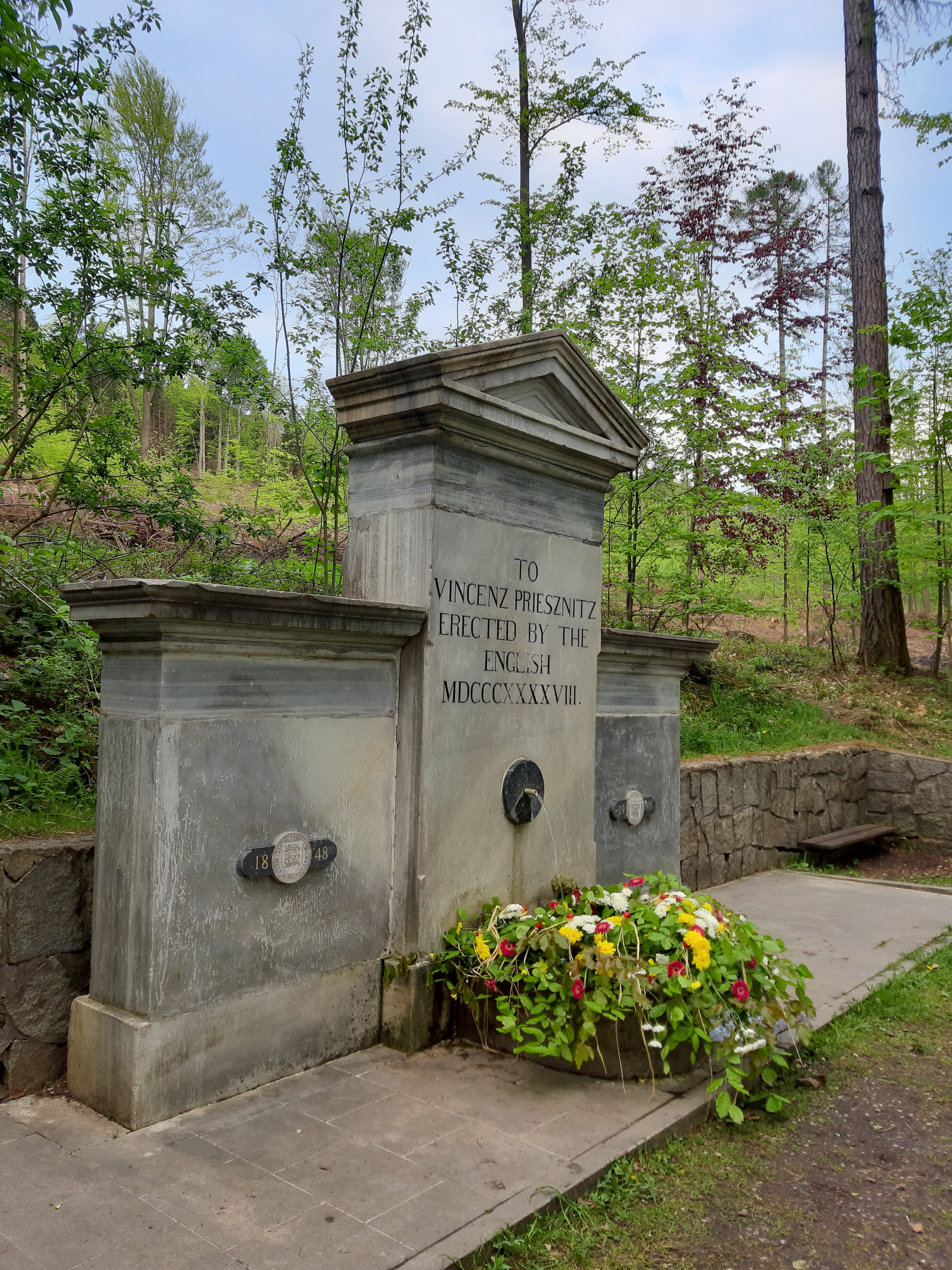
Anglický pramen

Jesenické prameny jsou přírodní prameny vody, mnohdy okrášlené monumentálními pomníky. Vznikaly především v souvislosti s odkazem prvního vodoléčitele Vinzenze Priessnitze v období od poloviny 19. století. Prameny se nachází ve městě Jeseník (okres Jeseník, Olomoucký kraj) a jeho blízkém okolí, nejvíce z nich pak v Lázních Jeseník a pod Zlatým chlumem či v obci Lipová-lázně, Česká Ves a dalších.

## Historie

### První prameny
Prvním známým „pomníkem“ na počest Vinzenze Priessnitze byl patrně nápis vytesaný z vděčnosti za uzdravení baronem von Chabotem na Hydropatických skalách v roce 1836 . Výstavba pramenů však započala v roce 1839, kdy se v lázních objevil maďarský baron Miklós Wesselényi. Ten nejen že podpořil výstavbu vodovodu a dvou kašen pro Frývaldov, ale inicioval i sbírku na výstavbu Maďarského pomníku a zasloužil se o tzv. Wesselényiho zahradu s prvním známým pramenem v dnešním slova smyslu. Ve stejném roce pak v návaznosti na tento popud byly pojmenovány a přestavěny první tři z pramenů na Gräfenberku.
V polovině 40. let 19. století pak probíhala „soutěž“, kdy se jednotlivé národy snaží svým pomníkem předehnat ty již postavené. Vrcholem se stal Anglický pramen (1848), jenž je kromě designově strohého mramorového pomníku navíc zasazen do příjemného prostředí borovic, které údajně místo zhodnotily natolik, že tento předčil svou „dokonalostí“ mohyly pramenů předchozích. Češi a Poláci se se svými pomníky přidali až se značným zpožděním v roce 1874, resp. 1894, což bylo však způsobeno politickou situací v tehdejší monarchii.
V průběhu několika dalších dekád bylo kromě výstavby pramenů nových také postupně pečováno o ty již stávající. V několika vlnách došlo k jejich renovacím a často i zkrášlení. V roce 1910 proběhla obnova vzdálenějších pramenů na Gräfenberku za finanční podpory Lázeňské komise. Do první světové války tak v okolí lázní a Frývaldova vzniklo na šedesát mohyl pramenů. Po skončení války došlo k úpadku zájmu o toto téma. Celkově vzniklo jen pár pramenů, které byly většinou postaveny pro účely vlastníků daných pozemků a nesou i jejich jména.

### Poválečná situace
V roce 1945 došlo na příkaz československého vedení k odstranění části původních německých nápisů na deskách pramenů. O pár měsíců později pak došlo k přejmenování většiny z nich profesorem Fialou. Nový zájem o prameny vznikl až v padesátých letech, ale pouze z vědeckých důvodů. V šedesátých letech uplynulého století došlo k první moderní renovaci některých pramenů tehdejšími Československými státními lázněmi Jeseník. Ve znamení doby se využil k přestavbě beton a žulové kvádry, vytrácela se však jejich umělecká hodnota. Mnoho pramenů také zaniklo.
Zajímavým počinem počátku osmdesátých let byla pak výstavba přírodního solária na Jižním svahu provedená Janem Šimkem. Tato akce se totiž vymykala dlouhodobému nezájmu o krajinu v okolí lázní a byla předzvěstí blížící se renesance. Objevili se také první „pramenáři“ – Ivan Prociv nebo Vítězslav Mazura, kteří se snažili pomníky zmapovat a některé dokonce už obnovili. Mazurova práce o historii pramenů se stala podkladem pro další bádáni. Na nich pak v několika dalších letech navázali Lubomír a Radim Hédlovi.
Od devadesátých let pak začaly být prameny opravovány Státními lesy ČR, lesní správou Jeseník, a různými jednotlivci a skupinami (Ondřejem Trunečkem, studenty Gymnázia Jeseník, Hnutí Brontosaurus), později také opět Lázněmi Jeseník. Gustav Krause v roce 1999 předložil novou ucelenou historii těchto památek navíc v návaznosti na vzpomínky krajanů. V novém miléniu pak došlo k vytvoření několika naučných stezek a zatímco většina pramenů na lázeňské straně byla znovuobnovena.

## Současnost
Za popularizací tématu stojí mimo jiné Jiří Glabazňa, lázeňský průvodce, který se aktivně již přes desetiletí zapojuje do obnovy okolí lázní a své zkušenosti předává pacientům a turistům, či Tomáš Hradil, iniciátor programu Správce pramenů, kdy se o opravené nebo zachovalé prameny dlouhodobě starají dobrovolníci, kteří ke “svému” pramenu pravidelně dochází a pečují o něj. V roce 2018 pak vzniká tzv. Rada pramenů, která má za úkol sjednocení jednotlivých činností dobrovolníků, ale i majitelů pozemků a vytvoření dlouhodobé vize a především udržitelnosti s ohledem na údržbu pramenů a okolních stezek a případnou výstavbu nových prvků.
V roce 2007 (2017 rozšířené vydání) vychází kniha, která shrnula všechny aktuální poznatky o jesenických pramenech, jak jejich aktuální stav, tak jejich historii. Jedná se o knihu Atlas jesenických pramenů a jiných drobných památek od jesenického autora Lukáše Abta.

## Správci pramenů

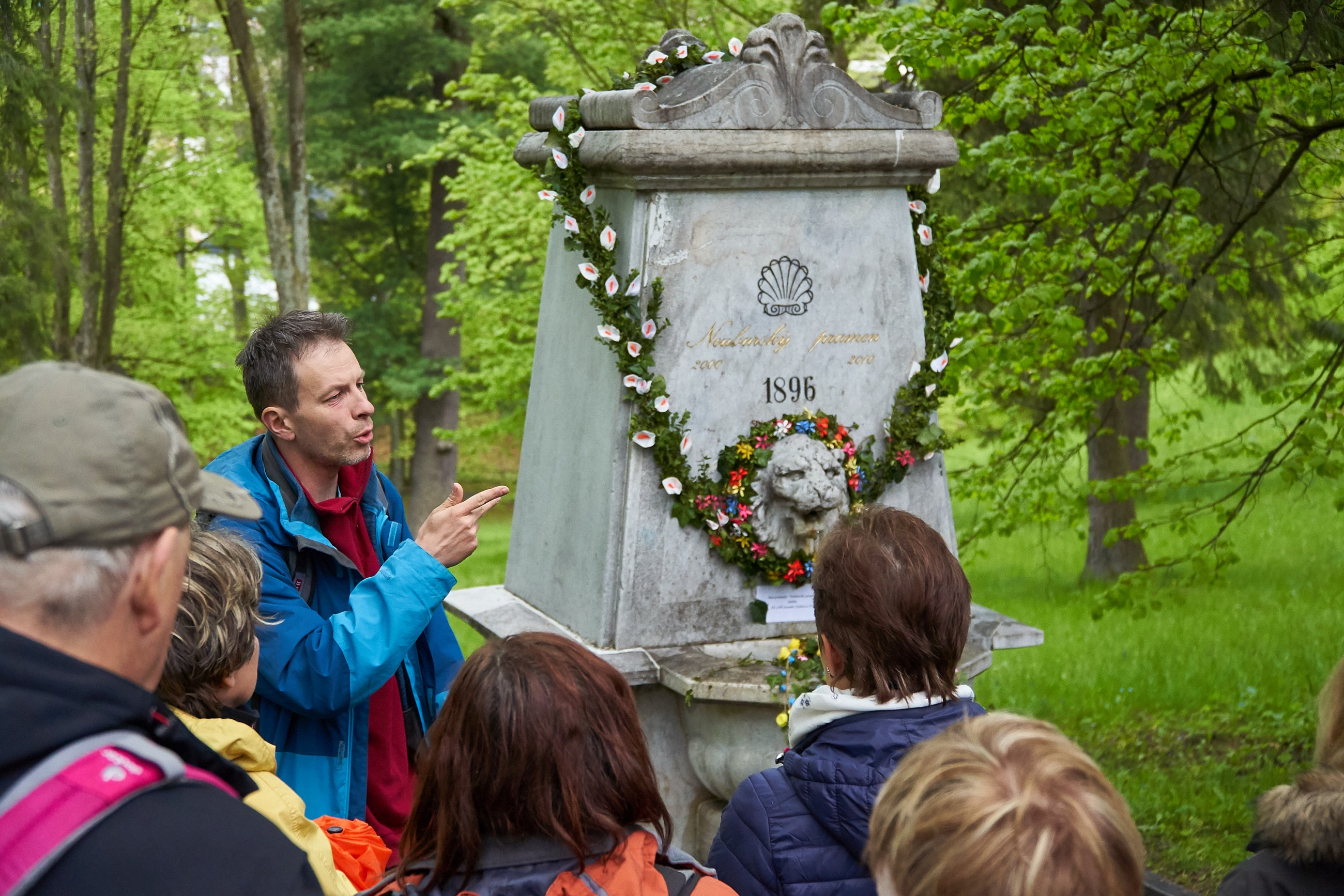
Den pramenů

V prosinci 2017 došlo ke znovuspuštění programu Správců drobných památek pod patronátem Hnutí Brontosaurus Jeseníky v rámci nově založené Rady pramenů. Rada pramenů byla vytvořena městem Jeseník jako pracovní skupina zabývající se fenoménem lázeňských pramenů spojených s Priessnitzovou léčbou v blízkém okolí města. Součástí Rady jsou majitelé většiny drobných památek (město Jeseník, Priessnitzovy léčebné lázně, Lesy ČR, Arcibiskupské lesy a statky Olomouc), dále pak zástupci odborné veřejnosti, jako např. zástupci Vodovodů a kanalizací Jesenicka, Vlastivědného muzea Jesenicka, Státního okresního archivu Jeseník, atd. Z historického pohledu Rada navazuje na práci Lázeňské komise (Curcommision Gräfenberg) a Okrašlovacího spolku (Verschönungverein Freiwaldau), které v okolí do roku 1938 aktivně působily.

## Den pramenů
Tento den je věnovaný pramenům ve městě Jeseník připomíná místním obyvatelům i turistům, jak důležitá je voda v našich životech, že dokáže léčit a že je důležité se o ni starat. Do akce se zapojují místní spolky a školy, které zdobí prameny. Akce je součástí Zahájení lázeňské sezóny v Jeseníku.

## Nejznámější prameny

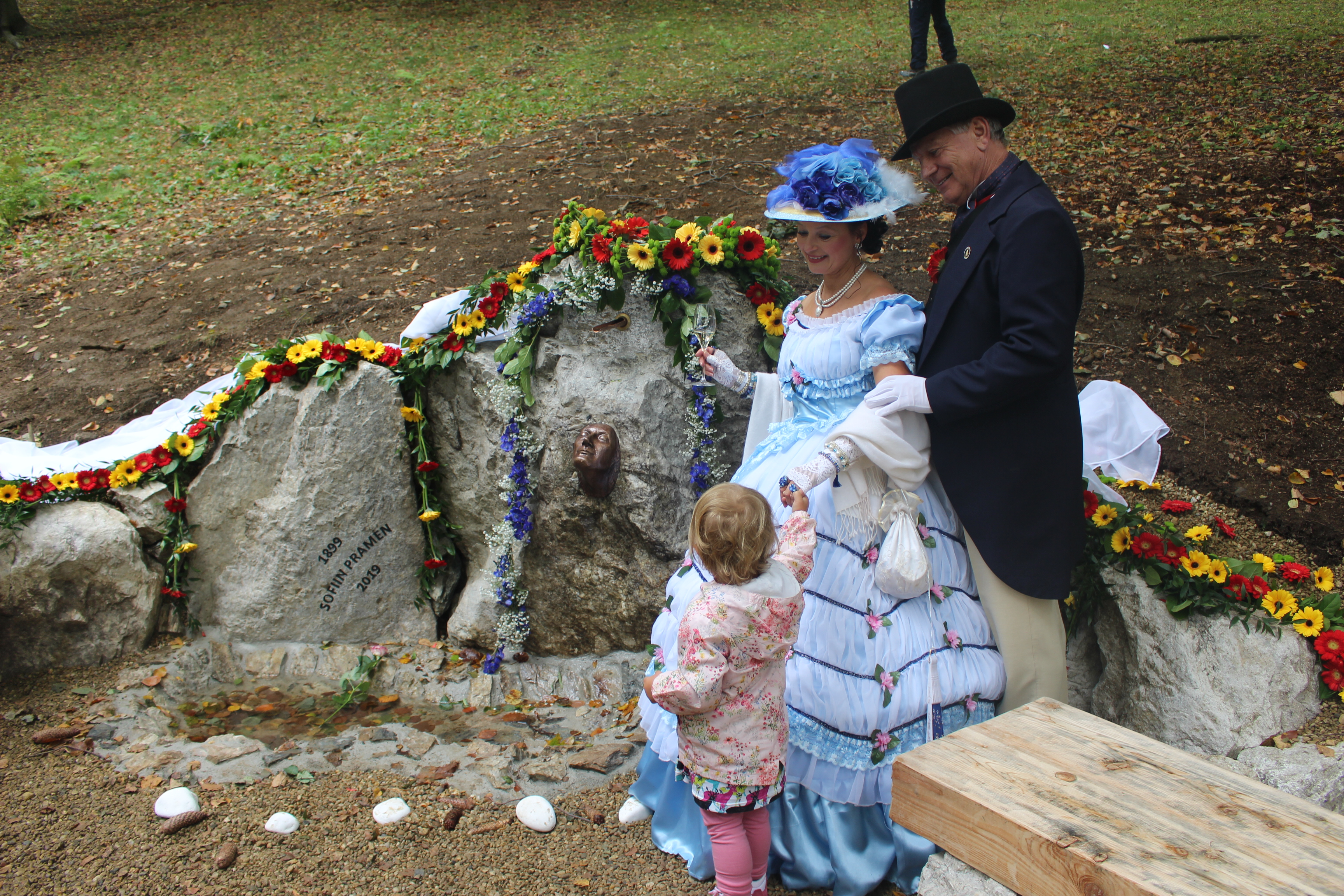
„V. Priessnitz s chotí“ (herci) u Sofiina pramene

Slovanský pramen – nesl původně jméno Silber-Quelle (Stříbrný pramen), je jedním z nejstarších na Gräfenberku, první zmínka o něm je z roku 1845. Nachází se u lesního altánku nedaleko balneoparku, jen pár kroků od něj je Žofiin pramen, který byl postaven jako zásnubní dar pro Priessnitzovu dceru. Slovanský pramen byl rekonstruován v roce 2015 za přispění Lesů ČR a Německého spolku pro přírodní léčbu.
Sofiin pramen – nachází se na Ripperově promenádě. Vznikl v roce 1899 u příležitosti stoletého jubilea narození zakladatele lázní na počest jeho manželky Sofie. V druhé polovině 20. století byl přejmenován na „Pramen na kolonádě“ a později zanikl. V roce 2019 jej naše lázně obnovily, zdobí jej bronzový reliéf od jesenické sochařky Ivy Svobodové.
Český pramen – pomník s pramenem a sochou Hygie od J. V. Myslbeka vznikl díky českým vlastencům v roce 1874. Přivítá vás na začátku Ripperovy promenády.
Rumunský pramen – pramen nechal z vděčnosti za uzdravení postavit rumunský král Karel I. Otevřen a slavnostně vysvěcen byl v roce 1890.
Anglický pramen – ve své době nejuznávanější pomník věnovaný Priessnitzovi. Pramen a okolí nechala upravit početná britská kolonie pacientů pod vedením barona Karla z Lichfieldu a Maitlanda Deshwooda v roce 1848. Pomník se nachází v městském parku Smetanovy sady.
Alžbětin pramen – pomník na počest císařovny Alžběty, která zde totiž založila první nemocnici. Na oplátku pak frývaldovští vystavěli o tři roky později na dnešní Horově ulici jako výraz vděku výrazný jehlanovitý pramen s mramorovou deskou.
Neuburský pramen - kašna byla původně umístěná na Masarykově náměstí a později náměstí Svobody, již přes sto let nyní zdobí centrální část Smetanových sadů. Pramen pojmenován na počest partnerství města Jeseník a německého města Neuburg an der Donau. Původně se pramen jmenoval U Lva.

## Sousoší Vincenze Priessnitze

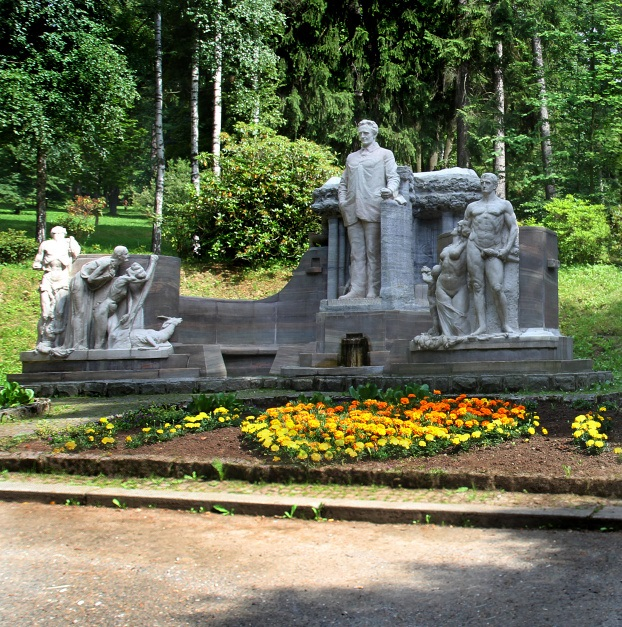
Sousoší Vincenze Priessnitze

Myšlenka uctění památky slavného přírodního léčitele a zakladatele moderní vodoléčby Vincenze Priessnitze měla své počátky již v roce 1889. Ve veřejné soutěži zvítězil návrh mladého sochaře Josefa Obetha. Obethovi přineslo vítězství nejen vskutku monumentální pojetí pomníku, ale především symbolická hloubka ideje zdraví člověka, respektive celého lidstva. Mott o památníku „ Priessnitz und sein Werk als der Menschheit Jungbrunnen“, tj. „Priessnitz a jeho dílo jako studnice mládí lidstva“ tuto myšlenku jen potvrzuje. J. Obeth pojal pomník nejen jako dík Vincenzi Priessnitzovi, ale jako zobrazení léčebné síly vody a přírody. Rozměry sousoší jsou více než působivé: postava léčitele měří 2,85 m, šířka sousoší je 10 m a hloubka 6 m. Spotřebovalo se na ně více než 50 m³ kamene a celková cena přesáhla 40 000 korun. Z dolní části podstavce vyvěrá do nádrže v jeho úpatí ze čtyř trubek pramen. Priessnitzův pomník byl slavnostně odhalen 25. července 1909 za účasti mnoha významných hostů. Byl ve své době velice ceněn, dostalo se mu dokonce označení nejlepšího pomníku v rakouském Slezsku .